# Ludwig Kiepert

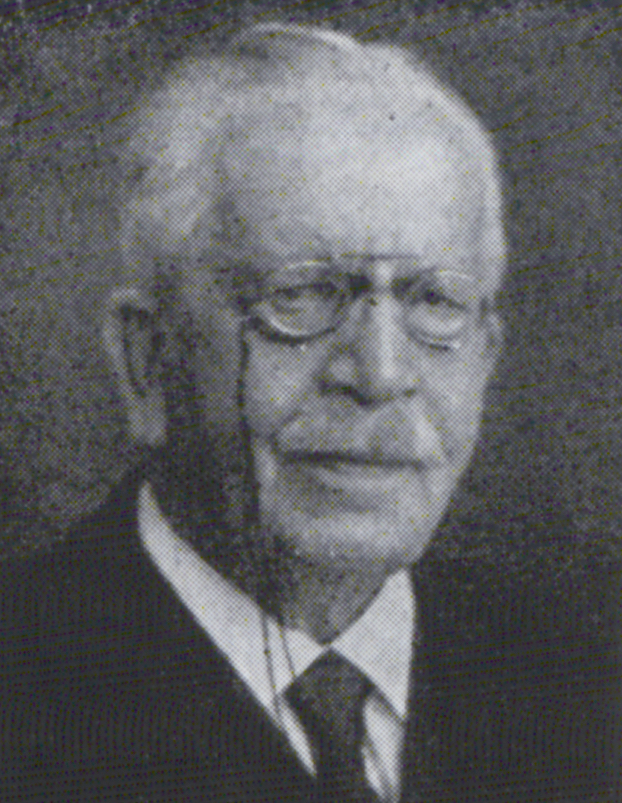
Ludwig Kiepert

Friedrich Wilhelm August Ludwig Kiepert (* 6. Oktober 1846 in Breslau, Niederschlesien; † 5. September 1934 in Hannover, Niedersachsen) war ein deutscher Mathematiker und Hochschullehrer.

## Leben
Sein Vater Ludwig Kiepert (1811–1847) war evangelischer Pastor in Breslau. Er starb ein Jahr nach der Geburt seines Sohnes Ludwig, der so ohne Geschwister aufwuchs. Seine Mutter war Wilhelmine Friederike Müller (1814–1886), eine Pastorentochter. Ludwig besuchte ab 1856 das Maria-Magdalenen-Gymnasium in Breslau, das er 1865 mit dem Abitur verließ. Im gleichen Jahr begann er mit dem Studium der Mathematik an der Universität Breslau. Nach seinem Wechsel an die Berliner Humboldt-Universität war es vor allem Karl Weierstraß, der ihn stark beeinflusst hat und bei dem Kiepert 1870 promoviert wurde. Er heiratete mit 29 Jahren Anna Betz, mit der er zwei Kinder hatte. Sein am Herrenhäuser Kirchweg/Ecke Rühlmannstraße 1898 erbautes Haus war das erste zahlreicher Professoren, die später ebenfalls in dem Viertel bauten.

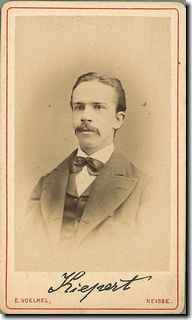
Ludwig Kiepert

Auf Vermittlung von Weierstraß erhielt Kiepert 1871 eine Privatdozentur an der Universität Freiburg. Ein Jahr später wurde er hier außerordentlicher Professor. 1877 ging Kiepert als ordentlicher Professor für Mathematik für zwei Jahre an die Technische Hochschule Darmstadt. Im Jahre 1879 wechselte er als ordentlicher Professor für Höhere Mathematik an die Technische Hochschule Hannover, wo er 1901 bis 1904 auch das Amt des Rektors übernahm.
1890 gehörte Ludwig Kiepert, zusammen mit Rudolf Sturm, zu den Gründungsmitgliedern der Deutschen Mathematiker-Vereinigung (DMV). Ab 1893 war Kiepert auch Mathematischer Direktor des Preußischen Beamtenvereins. Ganz besonders verdient gemacht hat er sich auf dem Gebiet des Versicherungswesens. Ihm ist es zu verdanken, dass die Mathematik zu einem bestimmenden Element des Versicherungswesens wurde.
Mit seinem Studienfreund Felix Klein gründete er 1895 an der Georg-August-Universität Göttingen das erste Institut in Deutschland, an dem alle Bereiche des Versicherungswesens gelehrt wurden: Versicherungsmathematik, Versicherungsrecht und Versicherungswirtschaft. Kiepert verfasste neben einer Vielzahl von Fachveröffentlichungen auch zahlreiche Lehrbücher über Differentialrechnung und Integralrechnung, die über Jahrzehnte an Hochschulen verwendet wurden. In Hannover blieb er bis zu seiner Emeritierung (1921), war aber weiter für die Wissenschaft tätig. Mit seinem Namen verbunden bleiben Bezeichnungen wie etwa die „kiepertsche Parabel“ oder die kiepertsche Hyperbel, die er bereits in seiner Berliner Studienzeit entdeckt hatte.
Kiepert wurde zum 1. April 1921 emeritiert, hielt danach aber noch einige Vorlesungen. Er starb 1934 in seinem 88. Lebensjahr.
Ein Porträt Kieperts in Öl befindet sich im Universitätsarchiv Hannover.

## Familie
Er heiratete im Jahr 1875 Anna Betz (1857–1941), die Tochter des Obersts Ludwig Emil Betz (1828–1895). Das Paar hatte einen Sohn und eine Tochter. Der Sohn Max (1879–1963) wurde Regierungspräsident und Ministerialrat.

## Auszeichnungen und Mitgliedschaften
- 1902: Mitglied der Leopoldina (Matrikel-Nr. 3149)
- 1916: Ehrendoktorwürde der Technischen Hochschule Braunschweig zum Dr.-Ing. h. c.
- 1916 war er Präsident der Deutschen Mathematiker-Vereinigung.
- 1926: Ehrenbürger der TH Hannover
- 1926: Ehrensenator der TH Darmstadt

## Schriften (Auswahl)
- Tabelle der wichtigsten Formeln aus der Differential-Rechnung, zahlreiche Auflagen
- Grundriss der Differential- und Integral-Rechnung, Helwing, Hannover, 2 Bände, zahlreiche Auflagen
- Grundriss der Integral-Rechnung, 2 Bände, zahlreiche Auflagen
- Grundriss der Differential-Rechnung, zahlreiche Auflagen